# Markenkontrolle

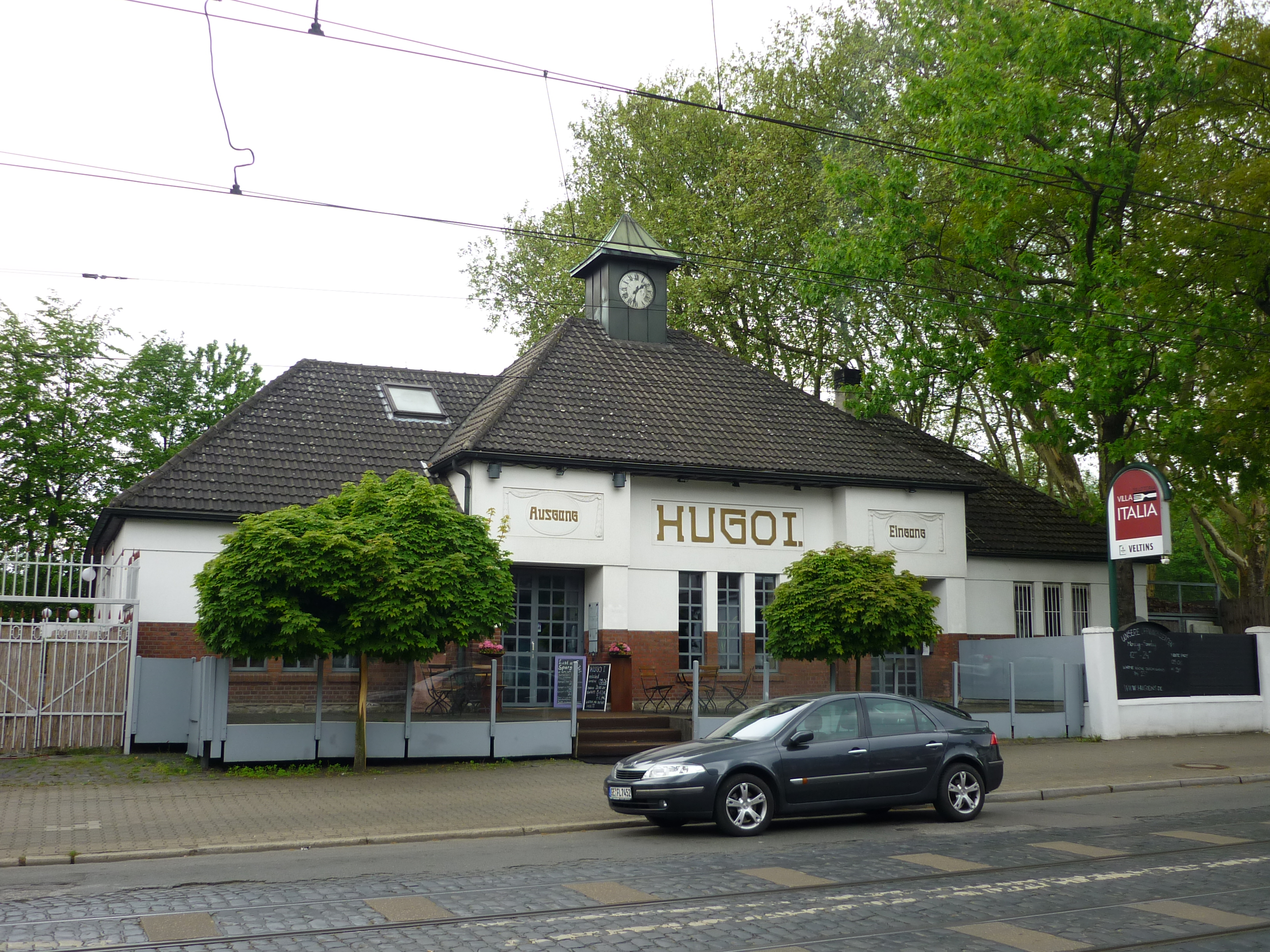
Ehemalige Markenkontrolle Hugo 1/4

Die Markenkontrolle im Bergbau ist eine Funktions- und Gebäudegruppe auf einem Bergwerk, die ein Teil der Tagesanlagen ist und die der Überwachung der während der täglichen Arbeitszeit unter Tage arbeitenden Bergleute dient. Zudem wird sie genutzt, um die Arbeitszeit der Bergleute, insbesondere auch die Einhaltung der gesetzlich vorgeschriebenen Ruhezeiten zwischen den Arbeitsschichten, zu kontrollieren. Der Name Markenkontrolle wird abgeleitet von den im Bergbau zur Kontrolle der Arbeitszeit verwendeten Fahrmarken. Heute wird häufig auch der Begriff „Arbeitszeiterfassung“ verwendet.

## Grundlagen und Geschichte
Bis in die zweite Hälfte des 19. Jahrhunderts erfolgte die Anwesenheitskontrolle der Bergleute vor und nach der Arbeit unter Tage im Rahmen der Betschicht. Hierzu verlas der Steiger vor oder nach dem Schichtgebet die Namen der einzelnen Bergleute und zeichnete die Anwesenheit auf seiner Liste ab. Anschließend begaben sich die Bergleute an ihre Arbeit nach unter Tage. Die Arbeitszeit dauerte je nach Bergrevier acht oder zwölf Stunden. Bestandteil der Schichtzeit war die Pause, die im Bergbau der damaligen Zeit als Lösestunde bezeichnet wurde. Außerdem wurde der Weg zum Arbeitsplatz zur Schichtzeit gerechnet. Gearbeitet wurde überwiegend im Gedinge. Das Gedinge richtete sich nach mehreren Faktoren wie z. B. Art der Arbeit und den Bedingungen am jeweiligen Arbeitsplatz sowie dem durchschnittlichen Leistungsvermögen des jeweiligen Bergmannes. Mit dem Übergang zum Inspektionsprinzip oblag nun die Kontrolle der Bergleute nicht mehr dem Staat, sondern den Bergwerksbesitzern. Hinzu kam, dass die Bergwerke im Laufe der Jahre größer wurden und mehr Bergleute dort beschäftigt waren. Um nun die Anwesenheitskontrolle rationeller gestalten zu können, wurde in den 1860er Jahren im Ruhrbergbau nach und nach auf den Bergwerken die Markenkontrolle eingeführt. Nach der Einführung der Markenkontrolle konnte die Anwesenheitskontrolle per Verlesen der Namen wegfallen. Zudem war es den zuständigen Aufsichtspersonen durch die Markenkontrolle leicht möglich, einen schnellen Überblick über die tatsächlich aus der Grube ausgefahrenen Bergleute zu erhalten. Dadurch war nun ein wirksames Kontrollinstrument für die in der Grube befindlichen Bergleute geschaffen.

## Lage und Aufbau
Die Lage der Markenkontrolle war auf den einzelnen Bergwerken unterschiedlich geregelt. Bei neu errichteten Tagesanlagen wurde der Ort für die Markenkontrolle so gewählt, dass sie möglichst in den Betriebsweg der Bergleute integriert wurde. Bei vielen Bergwerken wurde die Markenkontrolle am Bergwerkseingang in das Pförtnergebäude integriert. Es gab auch Bergwerke, bei denen die Markenkontrolle mit in das Gebäude der Waage- und Verladestelle integriert war. Wiederum auf anderen Bergwerken wurde die Markenkontrolle in das Verwaltungsgebäude integriert. In der Markenkontrolle befanden sich unterschiedlich gestaltete Tafeln, an denen die Fahrmarken aufgehängt wurden. Für jede Fahrmarke war ein separater Haken für die Markennummer des jeweiligen Bergmannes vorhanden. Für jede Schicht war eine extra Markentafel vorhanden. Die Handhabung mit den Fahrmarken war genau vorgeschrieben. Dadurch war zu jeder Zeit die Überwachung der in der Grube befindlichen Bergleute und die Einhaltung der Ruhepausen zwischen den Arbeitsschichten sichergestellt. Im Laufe der Jahre kamen aufgrund unterschiedlicher Veränderungen weitere Kontrollinstrumente innerhalb der Markenkontrolle hinzu. Insbesondere die über Tage arbeitenden Bergleute mussten bei bestimmten Gedingen berücksichtigt werden. Die sich verändernden betrieblichen und tariflichen Bedingungen sorgten dafür, dass die einfache Markenkontrolle nicht mehr ausreichte und um eine größere Anzahl von unterschiedlichen Karteikarten aufgestockt wurde. So wurden nun Hollerithkarten zur Schichtzeiterfassung der Bergleute angewendet. Die bisher zur Überwachung der unter Tage arbeitenden Bergleute inklusive deren Schichtzeiterfassung durch die bis dahin eingesetzten Marken aus Metall wurde durch die neuartigen Zeitkontrollkarten ersetzt.